# Castell de Pliego
El castell de Pliego es troba a l'est de la localitat de Pliego, Regió de Múrcia (Espanya) sobre un turó des del qual es domina la població.

## Descripció
En l'actualitat aquesta fortificació està molt deteriorada encara que ha estat restaurada recentment.

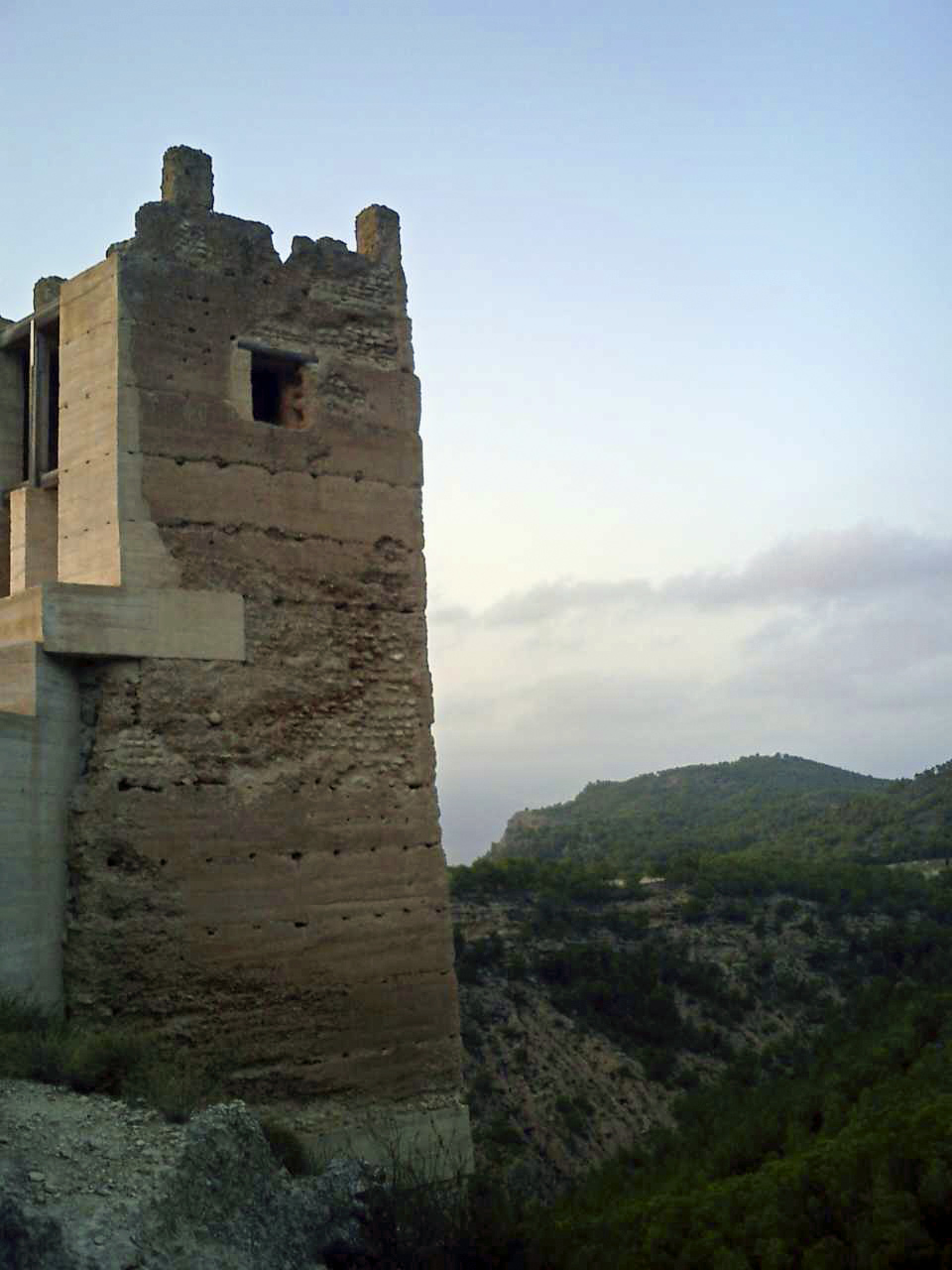
Torre del castell de Pliego, de factura àrab.

Es compon d'una fortalesa de planta gairebé triangular amb set torres, una torrassa de majors dimensions i un mur perimetral exterior aixecat amb tapial.
Es creu que va ser construït al segle xii.